# Scapanea frontalis
Die Scapanea frontalis ist die einzige Libellenart der Gattung Scapanea aus der Unterfamilie Trithemistinae. Ihr Verbreitungsgebiet sind die Inseln der Antillen.

## Bau der Imago
Die relativ großen Tiere erreichen eine Länge von 40 bis 47 Millimetern. Auffallend ist der sich zwischen dem siebenten und neunten Segment stark verbreiternde Hinterleib (Abdomen). Der Pterothorax, der Teil des Brustkorbes (Thorax) an dem die Flügel ansetzen ist braun mit gelblichen Flecken. Mit dem Alter legt sich bei den Männchen eine staubartige Schicht über den Pterothorax und die letzten Abdomensegmente. Die Flügel sind meist durchsichtig. Die letzte Antenodalader im Vorderflügel ist unvollständig, reicht also nicht von der Costalader bis zur Radiusader.

## Habitat
Scapanea frontalis lebt entlang von Gebirgsflüssen und bevorzugt schattige Regionen.